# Serie de Kempner
La serie de Kempner es una modificación de la serie armónica, en la cual se omiten todos los términos cuyo denominador expresado en base 10 contiene al menos un dígito 9, es decir, es la serie
{\displaystyle K(9)={\sum _{n=1}^{\infty }\ }'{\frac {1}{n}}}
donde la prima indica que {\displaystyle n} toma solo valores cuya expresión en base decimal no contiene ningún 9. Esta serie fue estudiada por A. J. Kempner en 1914. Esta serie es interesante porque, al contrario que la serie armónica y contra-intuitivamente, es una serie convergente (Kempner demostró que su valor es menor que 80, y Baillie showed obtuvo su resultado con una precisión de 20 decimales. El resultado de la serie es 22.92067 66192 64150 34816
(sucesión A082838 en OEIS)).
Schmelzer y Baillie obtuvieron un algoritmo eficiente para el problema más general de resolver series en las que se omitieran sumandos que contuvieran cualquier cadena dada de dígitos. Por ejemplo, la suma de {\displaystyle 1/n} para los {\displaystyle n} que no contengan la cadena "42" en su expresión decimal es 228.44630 41592 30813 25415. Otro ejemplo más complicado, en el que se calcula la suma de {\displaystyle 1/n} para los {\displaystyle n} que no contengan la cadena "314159" es 2302582.33386 37826 07892 02376. (Todos los valores numéricos aquí dados están redondeados en su última cifra decimal).

## Convergencia
La prueba de Kempner de la convergencia es sencilla y se puede encontrar en muchos libros de texto, como por ejemplo en el libro de Hardy y Wright: 120  y en el Apostol.: 212  El procedimiento empieza agrupando  los términos de la suma en conjuntos con el mismo número de dígitos en el denominador. El número de elementos de cada uno de estos conjuntos de sumandos de n dígitos que no contengan ningún 9 es exactamente {\displaystyle 8(9^{n-1})}, y cada término de estos conjuntos es menor o igual que su máximo {\displaystyle (10^{n-1})}), por lo que la contribución de los sumandos de cada grupo es menor o igual que {\displaystyle 8\left({\frac {9}{10}}\right)^{n-1}}. Así que la serie de Kempner {\displaystyle K(9)} será menor o igual que la suma de las contribuciones de cada uno de los conjuntos en que hemos separado sus sumandos, por lo que tenemos que
{\displaystyle K(9)\leq 8\sum _{n=1}^{\infty }\left({\frac {9}{10}}\right)^{n-1}=80.}
Se puede usar exactamente el mismo argumento con cualquier otro dígito omitido. Y el resultado también es cierto si se omiten sumandos que contengan cadenas de {\displaystyle k} dígitos en su expresión. Por ejemplo, en el caso en el que omitimos todos los términos cuyos denominadores contengan la cadena "42". Este resultado puede demostrarse casi de la misma manera. Lo primero es darse cuenta de que podemos trabajar con números en base {\displaystyle 10^{k}} en lugar de en la base {\displaystyle 10} usual. En esta nueva base, cada conjunto de {\displaystyle k} dígitos de la expresión en base {\displaystyle 10} representa a un solo dígito en la base {\displaystyle 10^{k}}, por lo que ahora la cadena de caracteres sustraer está dada por un solo "dígito" en la base utilizada. Adaptando la demostración dada arriba en base {\displaystyle 10} a la base {\displaystyle 10^{k}}, se demuestra que estas series también convergen. Volviendo a la base {\displaystyle 10}, vemos que esta serie contiene todos los denominadores que se omiten para cualquier cadena de caracteres dada, así como denominadores que incluyen dicha cadena si esta no se encuentra representada por un "k-dígito" en una base {\displaystyle 10^{k}}. Por ejemplo, si omitimos los términos con un "42", en base {\displaystyle 100} se puede omitir los términos {\displaystyle n=4217} y {\displaystyle n=1742}, pero no el término {\displaystyle n=7421}. Por tanto, el valor de esta serie siempre será mayor que el de la serie en la que se omitan todos los "42".
Farhi estudió series de Kempner generalizadas. En particular, estudió las series {\displaystyle S(d,n)} de recíprocos de enteros positivos que tienen exactamente {\displaystyle n} apariciones del dígito  d donde 0 ≤ d ≤ 9 (por lo que la serie de Kempner original es S(9, 0)). Farhi demostró que para cada d la secuencia de valores S(d, n) para n ≥ 1 es decreciente y convergente a 10 ln (10). Curiosamente, la serie no es en general decreciente empezando con n = 0; por ejemplo, para la serie de Kempner original tenemos que S(9, 0) ≈ 22.921 < 23.026 ≈ 10 ln 10 < S(9, n) para n ≥ 1.

## Cálculo numérico de la serie
La serie converge muy lentamente. Baillie mostró que, tras sumar {\displaystyle 10^{27}} términos, el error es aún mayor que 1.
La cota superior de 80 es muy mala aproximación, Irwin, con un análisis más fino, acotó el valor de la serie de Kempner entre 22.4 y 23.3.
Baillie desarrolló un método recursivo que permite expresar la contribución de cada bloque de {\displaystyle k+1} dígitos en función de las contribuciones de los bloques de {\displaystyle k} dígitos para cualquier elección de dígitos omitidos. Esto permite un cálculo más rápido con mucho menor tiempo de computación.

## El nombre de la serie
La mayoría de autores no le da un nombre especial a esta serie. El nombre de "serie de Kempner" es utilizado en MathWorld y en el libro de Havil Gamma, que trata sobre la constante de Euler–Mascheroni.: 31–33 